# Галиполска операция
Галиполската операция или още Дарданелска операция, битка при Галиполи или битка при Чанаккале (на английски: Gallipoli Campaign; на турски: Çanakkale Savaşı) е изключително важно сражение през Първата световна война между силите на Антантата и Османската империя, протекло на полуостров Галиполи (Gelibolu в съвременна Турция) в Османската империя между 25 април 1915 и 9 януари 1916 г. Полуостровът образува северния бряг на пролива Дарданели, морски път към Руската империя, една от участничките в Антантата по време на войната. Великобритания и Франция започват атака по море с намерението да завладеят пролива, последвана от десант на полуострова, с крайна цел завладяване на османската столица Константинопол (днес Истанбул). Атаката по море е отблъсната и след 8-месечни боеве с много жертви и от двете страни операцията е прекратена и десантните войски са евакуирани в Египет.
Тази победа на турската армия е една от най-големите по време на войната и в Турция се разглежда като преломен момент в националната история: последен подвиг в защита на отечеството при разпадането на Османската империя. Той дава начало на Турската война за независимост и обявяването на република осем години по-късно под водачеството на Мустафа Кемал Ататюрк, който се проявява като командир в боевете на Галиполи. Често кампанията се асоциира с формирането на национално самосъзнание в Австралия и Нова Зеландия, чиито войски вземат участие в десанта и датата 25 април, известна там като „Anzac Day“, е най-значителното честване и отдаване на почит на военните жертви и ветераните от двете страни, надминаващо по значение Деня на примирието.

## Предистория
Още от началото на войната всяка от воюващите коалиции се опитва да привлече Османската империя на своя страна. Непосредствено преди войната, през януари 1913 г., младотурците начело с Енвер паша извършват държавен преврат. Той се приема противоречиво, тъй като Великобритания и Франция не вярват в бъдещето на движението на младотурците. В крайна сметка се установява германско влияние, защото Германия се застъпва за териториалната цялост на Турция и обещава нови териториални придобивки. В началото на 1914 г. в Турция пристига многолюдна германска военна мисия, която започва модернизация на армията, а на 6 август 1914 г. Турция и Германия подписват тайно съглашение. Така Турция влиза във войната на страната на Централните сили, но първите реални военни действия са през октомври 1914 г., когато турците затварят Дарданелите за преминаване на съглашенски кораби, като решението всъщност е взето от немските военни съветници.
На 29 октомври 1914 г. турски кораби бомбардират руските пристанища Одеса, Севастопол, Феодосия и Новоросийск. В отговор, на 2 ноември Русия обявява война на Османската империя. На следващия ден посланиците на Антантата напускат Константинопол, а на 5 ноември и Великобритания и Франция също ѝ обявяват война. По-късно през същия месец започват военните действия на Кавказкия фронт, където руснаците преминават в общо настъпление и се разгарят тежки сражения. В края на декември, силно притиснати по всички фронтове, руснаците молят англичаните да предприемат действия в източната част на Средиземно море за отвличане на вниманието на турците. Докато пристигне, молбата вече остарява, тъй като още в първите дни на януари руснаците удържат победа над 3-та турска армия в Саръкамъшката операция.
Към края на 1914 г. войната на Западния фронт се превръща в позиционна и страните от Антантата решават да открият фронт на Балканите, за да прекъснат комуникациите по суша между Централните сили и Османската империя, да завладеят Константинопол и така да извадят империята от войната. Това се основава на централната роля на града, където са двата единствени завода за муниции в Турция, разположени на крайбрежието и уязвими за артилерийски обстрел от кораби в морето, заедно с морските докове, мостовете през Галата и военното министерство. Константинопол е в центъра на целия икономически и политически живот, нито един друг град не може да го замени, а поради липсата на мрежа от автомобилни и железни пътища правителството и армията не могат бързо да се предислоцират на друго място. Завземането на Константинопол практически би означавало падането на държавата.
Друга основна задача на операцията е да предотврати влизането във войната на страната на Централните сили на друга значителна военна сила – България. Идеята за съюзническа атака в района на Дарданелите е предложена от секретаря на английския Военен съвет Ханки през декември 1914, но Уинстън Чърчил, който по това време е Първи лорд на адмиралтейството, я възприема и пропагандира разпалено, така че Галиполската операция до голяма степен се счита за негов замисъл. Решението на английското правителство за настъпление е взето през януари 1915 г.
Дарданелите варират по ширина от 27 до 1,3 km в най-тясната си част. Полуостров Галиполи има стръмни скалисти брегове, които не са много високи (250 m), но от морето изглеждат почти като планини. Азиатският бряг на пролива има същия релеф и корабите се движат в нещо като клисура, като в посока към Мраморно море трябва да преодоляват и силно насрещно течение.
Защитните съоръжения се състоят от минни полета, мрежи против подводници и оръдейни батареи по двата бряга на пролива, организирани във външен, междинен и вътрешен рубеж. Външният е на входа към пролива и е уязвим за нападение по море и бомбардировка, но вътрешният е при теснината в близост до Чанаккале. След него проливът е на практика незащитен. Най-важен елемент от защитата е серия от 10 минни полета с повече от 370 морски мини.

## Морска офанзива
В началото операцията е планирана да бъде изцяло военноморска, изпълнена от британския флот с подкрепата на френски кораби и минимален принос от страна на Русия и Австралия. Атаката започва с оръдеен обстрел на турските позиции на 19 февруари 1915 от английските кораби разрушители Cornwallis и Vengeance.
На 25 февруари е направен втори опит за обстрел откъм морето. Сега турците евакуират външния рубеж и флотата започва да атакува междинния. Фортовете Sedd el Bahr и Kum Kale са превзети от морските пехотинци. На 1 март междинният рубеж е бомбардиран от четири бойни кораба, но на 4 март турската съпротива се засилва. Обстрелът и цялото морско настъпление са силно затруднени от гъсто минираните проливи, които миночистачите не успяват да изчистят поради непрекъснатия обстрел на турските батареи. Освен това обстрелът на турските позиции е не много ефективен от движещите се в морето кораби.
Основната морска битка протича на 18 март 1915 г. Съюзническият флот, съставен от 18 бойни кораба и подкрепян от крайцери и разрушители, атакува най-тясното място в пролива, широко само 1 km. Макар преди това миночистачите да са почистили до известна степен района от мини, се оказва, че турците са го минирали отново с кораба Nusret. В деня на битката усилията на миночистачите обаче са напразни и те се оттеглят под турския огън. Неочаквано френският Bouvet се натъква на мина, преобръща се и потъва с над 600 души на борда. Силно повредени са и английските Irresistible и Inflexible, на помощ на последния е изпратен Ocean, който също избухва и в крайна сметка и двата кораба потъват. Повредени са и френските кораби Suffren и Gaulois.
Тези значителни загуби принуждават съглашенските сили да отстъпят и впоследствие да се откажат от изцяло военноморския план за унищожаване на турската съпротива. Макар че турците със страх очакват възобновяване на атаката на следващия ден, защото боеприпасите им са ограничени, съюзниците се оттеглят. Това дава основание за ликуване у османската армия и този ден се отбелязва като голяма победа за Турция.
Еуфорията от победата има като неочаквана последица кървавите събития на арменския геноцид от април 1915. Правителството на младотурците начело с Енвер и Талаат паша си приписва изцяло военния успех, придобива самоувереност и засилва преследването на своите расови и политически опоненти. Турците изпитват особена недоброжелателност към арменците, особено след скорошния си разгром в Кавказ, защото подозират, че арменците са предавали информация на руснаците в кампанията, а арменски младежи дори са постъпвали в руската армия.

## Подготовка за сухопътна операция
Силите на Антантата започват да събират сухопътни войски, които да неутрализират османската мобилна артилерия и така да се позволи на миночистачите да обезвредят минните полета и да освободят пролива за големи кораби. Британският военен министър лорд Кичънър назначава генерал Йън Хамилтън за главнокомандващ на Средиземноморския експедиционен корпус (5 дивизии), който трябва да изпълни мисията. По същото време в Египет се намират австралийски и новозеландски войници доброволци, които биват обединени в Австралийски и новозеландски армейски корпус (на английски: Australian and New Zealand Army Corps, (ANZAC)). Те също са поставени под командването на Хамилтън, заедно с допълнителни британски части, сред които 29-а дивизия, и френския Ориенталски експедиционен корпус. С напредване на кампанията са привлечени и около 2000 цивилни работници от Египет и Малта.
Набелязаните за десантa войски трябва да се натоварят в предвидения ред на транспортните съдове и това отмества датата на десанта за края на април. Това петседмично отлагане дава на турците възможност да заздравят позициите си и да се подготвят. Лошото време през март и април е също фактор за забавянето. АНЗАК тръгват от Египет в началото на април и пристигат на остров Лемнос, където става разпределението и подреждането на силите и се извършват учебни десанти. При това никой не предвижда възможността за обстрел на дебаркиращите.
Турската защита на двата бряга на пролива е поверена на Пета турска армия (5 дивизии). Тя се състои от редовни войници под ръководството на германския генерал Ото Лиман фон Зандерс. Много от старшите офицери са също германци. Командирите обсъждат как най-добре да защитят полуострова и се съгласяват, че най-ефективно ще е да заемат височините. Има разногласия къде е най-вероятно да се очаква атака и къде да се концентрират силите на защитниците. Според Мустафа Кемал, който тогава е подполковник и познава терена от времето на Балканските войни, най-вероятна точка на дебаркиране са най-южният нос нос Хелес и Габа тепе. Според Зандерс най-вероятна точка е заливът Бесика на азиатския бряг, затова две дивизии от Пета армия са разположени там. Той смята, че най-добре е силите да се разпределят на три групи и да се придвижват при нужда там, където е необходимо. В северната част на Галиполи при Булаир са разположени още две дивизии, които да осигуряват снабдяването и комуникациите към вътрешността на полуострова. Така отбраната на бреговете на Галиполи е поверена на 19-а пехотна дивизия под командването на Мустафа Кемал.
Забавянето на съглашенската атака дава възможност на турците да строят пътища, да съберат малки кораби за транспорт на войски и техника, да изкопаят окопи и изградят защитни телени мрежи и минни полета. Те дори създават малък въздушен отряд от четири самолета с помощта на германците.

## Десанти
На 25 април 1915 г. английски и френски части извършват сухопътен десант на нос Хелес, най-южната точка от Галиполския полуостров, в няколко различни залива с кодови имена „бряг X“, „бряг W“, „бряг V“, „бряг S“. Задачата е да се напредне към фортовете Kilitbahir. От към страната на Егейско море точката за дебаркиране е „бряг Y“, а още по̀ на север части на АНЗАК трябва да дебаркират на север от Габа тепе, откъдето пресичайки полуострова, ще могат да отрежат пътя на турската армия за отстъпление. Те обаче се отклоняват и слизат в малко заливче, станало по-късно известно като залива Анзак (Anzac Cove).. В същото време французите провеждат десант за отвличане на влиянието при Кум Кале на азиатския бряг, но бързо се оттеглят.
Макар и замислен да стане през нощта, десантът започва призори. На някои от местата дебаркиращите почти не срещат съпротива („бряг S“ и „бряг X“), на други са посрещнати със силен огън от турците и дават много жертви („бряг W“ и „бряг V“). Тъй като военнополевите болници са разположени на кораби, ранените не могат бързо да бъдат изнесени, а труповете на убитите стоят непогребани. Все пак около местата на дебаркиране са оформени плацдарми, но напредването към вътрешността е минимално, съюзниците не успяват да се възползват от момента и турците успяват да доведат подкрепления. Те започват атака срещу дебаркиралите съглашенски сили, но без успех. На другия ден англичаните на свой ред атакуват, за да превземат селцето Крития и височината Ачи баба. Първоначално английските части успяват да окупират покрайнините на Крития, но пристигналите турски подкрепления ги спират, а боевете продължават през целия ден. След като става ясно, че не е възможно селцето да бъде завладяно, боят е прекратен и съглашенските части отстъпват обратно към брега.
Най-успешен е десантът на „бряг Y“, където не е произведен нито един изстрел. Вместо да напредне обаче, командирът изчаква и това дава време на турците да изпратят един батальон, но той е победен в завързалото се сражение. Въпреки това британските войници са обзети от паника и се връщат обратно на корабите, като по-късно се оправдават с липсата на указания.
Десантът на АНЗАК е посрещнат от огъня на една турска рота, но съюзническите бойци успяват да се укрепят в малкия залив и по скалите. Към края на първия ден успяват да слязат 12 хил. войници и офицери на АНЗАК, но тъй като нямат възможност да напреднат, са скупчени на малка площ и понасят тежки загуби в убити и ранени. Всички сили на турската 19-а дивизия под командването на Мустафа Кемал са хвърлени в контраатака с цел да изтласкат дебаркиралите в морето. Австралийците попадат за първи път под вражески обстрел, фронтът им е разтеглен, хората са без водачи и командирът им Бърдууд обмисля да ги изтегли обратно на корабите, но Хамилтън им заповядва да се окопаят. Те го правят, но остават пасивни, оставайки затворени в площ от 2,5 на 1 километър, а турците са се окопали на височините над тях.
Генерал Лиман фон Зандерс не успява да предвиди основната посока на атаката и турците реагират едва вечерта, като изпращат подкрепления в зоната на истинската битка. В крайна сметка на нос Хелес са струпани по около 20 – 25 хиляди войници от всяка воюваща страна.
На 1 и 3 май турците предприемат масирани атаки, последвани между 6 и 8 май от атаки на съюзниците; всички неуспешни, но с хиляди жертви. В края на май два още два английски кораба се натъкват на мини и по този начин лишават десантниците от огнева подкрепа откъм морето. Третата поредна атака на Крития е на 4 юни и този път съглашенските войски успяват да напреднат повече, но скоро турците с помощта на полева артилерия не само ги спират, но на 5 юни провеждат две контраатаки, при които е тежко ранен главнокомандващият на френския корпус генерал Анри Жозеф Гуро. Фронтът изпада в застой, защото турците вече са се укрепили добре. Започва продължителна окопна война и Хамилтън иска от правителството да му изпрати подкрепления.
Междувременно през май е настъпила криза в английското правителство, именно поради различията за Галиполи, и е сформиран нов коалиционен кабинет, отново воден от Аскуит. В него мненията относно Галиполи продължават да са полярни, но всички са съгласни, че прекратяването на операцията би нанесло сериозен удар по британския престиж. За Кичънър кампанията в Галиполи удържа турците и им пречи да организират военни операции на Кавказ, в Месопотамия и Египет. На 14 юни кабинетът все пак решава да изпрати подкрепления и да увеличи числеността на войските, с които Хамилтън да опита нова атака. Към Галиполи са прехвърлени още 5 дивизии, а флотилията е подсилена с нови, по-модерни кораби. Към началото на юли 1915 пред устието на проливите е събрана една от най-големите флотилии в историята – 16 монитора, 16 кръстосвача, 12 крайцера, 40 торпедни лодки, 16 подводници с различна големина, 13 миночистача и 104 траулера. 43 моторизирани баржи могат да превозят 13 хил. души на курс (цяла дивизия). Във въздуха Антантата разполага с 22 хидроплана, 18 самолета и 3 балона.
На 6 август 1915 изпратените 10-а ирландска и 11-а северна дивизия, обединени в нов 9-и корпус от около 20 хиляди души, извършват десант в залива Сувла. Други части подкрепят австралийските и новозеландските войски в залива Анзак. За отвличане на вниманието на противника същия ден войските от Габа тепе преминават в настъпление. Към 8 август са дебаркирали 10 хил. души. През август на всички участъци от фронта се разгарят ожесточени боеве, но съглашенските войски отново не успяват да напреднат, понасят тежки загуби и спират придвижването си. В края на август става ясно, че операцията по сухопътния десант няма шансове за успех.
- Десантът на съюзниците в залива Анзак
- Турска батарея на Галиполи
- Ирландски войници в окопите
- Фелдмаршал лорд Кичънър и генерал Уилям Бърдуд на позициите, 15 ноември 1915

## Край на операцията
След неуспеха при Сувла настъпва патова ситуация. И двете страни са се укрепили и окопали, като в някои случаи ги делят само няколко десетки метра. Макар че военните действия не спират изцяло, яростните ръкопашни боеве са заменени от спорадични лъжливи атаки, ограничени нападения и състезания по снайперско изкуство. Копаят се тунели под вражеските траншеи и в тях се взривяват мини. Редовите войници привикват с тежкото си положение поради нередовното снабдяване с храна и вода, мръсотията и болестите и дори започват да подхвърлят към вражеските линии цигари и подаръци. Летните горещини допълнително усложняват положението на всички войски, които страдат от лоша хигиена и болести (тиф, дизентерия), от мухите и въшките. Ежедневно се евакуират стотици болни. Хората са деморализирани и изтощени физически и въпреки че съглашенските войски периодично биват изпращани на почивка на Имброс и Лемнос, те не се завръщат отпочинали. Турските войници също са овладени от летаргия и униние.
В командванията на съглашенските войски продължават да спорят за това каква да бъде съдбата на операцията. През септември Хамилтън получава дългоочакваната вест, че ще получи свежи френски подкрепления, но радостта му е краткотрайна, защото пристигането им се отлага за ноември. В края на септември България обявява мобилизация и вече става очевидно, че ще атакува Сърбия. За да помогне на Сърбия, Антантата изтегля две дивизии от Галиполи и ги изпраща към Солун, който се превръща в нова точка за стратегическо настъпление на Близкоизточния театър.
На 11 октомври Кичънър телеграфира на Хамилтън с въпрос за оценка на загубите при евентуална евакуация от Галиполи. Много скоро след това Хамилтън е отстранен от командването и заменен с Чарлз Монро, който е привърженик на евакуацията. През ноември започва подготовка за евакуация, като са взети всички мерки турците да не се досетят за предстоящото изтегляне. Войските от заливите Сувла и Анзак са евакуирани в пълна секретност нощем с малки съдове във втората десетдневка на декември без да дадат никакви жертви и тази евакуация се оценява като най-добре проведената част от цялата операция. След успеха същият план за евакуация е повторен на залива Хелес на 8 януари 1916 г. Изтеглянето и тук е успешно, макар че са изоставени множество складове.

## Последици
Историците са разделени при оценките си на операцията – за едни тя е патова ситуация, за други оспорвана битка, завършила с поражение на Антантата, за трети пълна катастрофа. Макар че успява да изпълни задачата да блокира турските сили и да не им позволи участие в другите райони на Близкоизточния фронт, тя същевременно блокира и войски на съюзниците, които вероятно биха били от полза на Западния фронт, а и завършва с цената на прекалено много жертви.
Кампанията на съюзниците е провалена от зле определени цели, неопитни войски, лошо планиране, недостатъчна артилерия, неточни карти и липса на разузнавателни сведения, излишна самоувереност и тактически пропуски на всички нива. Така Галиполи се превръща в една скъпа и разрушителна кампания. А. Дж. П. Тейлър пише: „Галиполската кампания е ярък пример как една гениална идея се превръща в ужасна катастрофа заради неадекватната подготовка и некадърното командване.“
Списъкът с жертвите надвишава 200 хил. души, убити в бой или от болести. Великобритания и Франция подценяват възможностите на победената в Балканската война османска армия и дават огромни жертви: над 250 хиляди души, основно от британските доминиони и в частност от Австралийско-новозеландския армейски корпус (ANZAC).
Сред политическите последици са смяната на правителството на Великобритания през май 1915 и формирането на коалиционно правителство. След неуспеха на операцията то сформира разследваща комисия (Dardanelles Commission), публикувала окончателен доклад през 1919.
За Турция тази победа на турската армия се разглежда като преломен момент в националната история, дал начало на Турската война за независимост и обявяването на република осем години по-късно под водачеството на Мустафа Кемал Ататюрк, отличил се в боевете на Галиполи.
В Австралия и Нова Зеландия кампанията се асоциира с формирането на национално самосъзнание и датата 25 април, известна там като „Anzac Day“, е най-значителното честване и отдаване на почит на военните жертви и ветераните от двете страни, надминаващо по значение Деня на примирието.
Неуспехът на операцията окончателно предопределя включването на България във войната на страната на Централните сили.
Уроците от кампанията имат голямо значение за последващото планиране на подобни десанти като например този в Нормандия през 1944 и по време на Фолклендската война от 1982.

## Памет
Всяка година на 25 април хиляди хора от най-различни националности почитат паметта на загиналите при Галиполи. Макар силите на Антантата да са включвали британци, ирландци, французи, индийци, гуркхи и канадци, Галиполи се свързва изключително с австралийците и новозеландците.
Турция отбелязва събитието под друго име – Войната за Чанаккале, и на друга дата – 18 март. Това е денят, в която османската армия отблъсква морското настъпление на съюзниците при Дарданелите и спира придвижването им към Истанбул.
Гробищата на Галиполи не приличат на военните гробища в Европа. След подписването на примирието пристига специална комисия на съюзниците, която решава загиналите да бъдат погребани там, където са паднали. Затова са организирани множество гробища, някои с по сто гроба, други с хиляди и те са навсякъде, където е имало боеве.